# Franz von Soxhlet
Franz von Soxhlet (* 13 de enero de 1848 en Brünn; † 5 de mayo de 1926 en München) fue un químico alemán especializado en la química de los alimentos que es conocido por haber inventado el extractor Soxhlet en 1879 (lleva su nombre en su honor) y por haber propuesto en el año 1886 la leche como uno de los primeros alimentos de ser susceptibles de ser pasteurizados.

## Escritos
- Herzfeld: Franz von Soxhlet †. In: Die Deutsche Zuckerindustrie Jg. 51, 1926, S. 501-502.
- Theodor Henkel: Franz von Soxhlet zum Gedächtnis. In: Süddeutsche Molkerei-Zeitung Jg. 46, 1926, S. 493-494 (m. Bild u. Schriftenverzeichnis).